# Jacobus Koolen

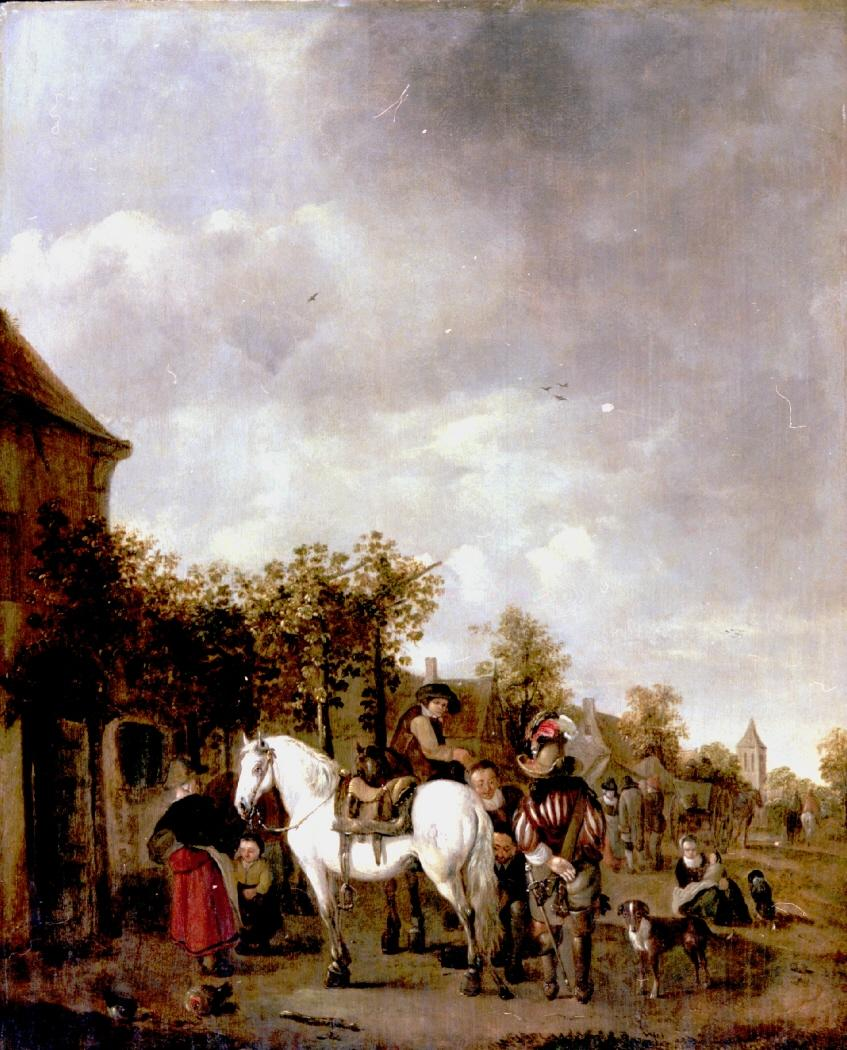
Soldats a la porta d'una fonda, signat «J. Koolen», oli sobre taula, 55,8 x 45 cm, Museu Lázaro Galdiano de Madrid

Jacobus Koolen o Jacobus Kool (Haarlem, 1639 – 1666), fou un pintor barroc neerlandès de paisatges amb cavalls i soldats. Fill de Willem Gillisz. Kool i de Cornelia van der Molen, casats el 17 de gener de 1638, va haver de néixer entre aquesta data i poc abans del 5 de novembre de 1639, quan va ser enterrada la seva mare. Va poder formar-se al costat del seu pare, també pintor paisatgista i seguidor de Jan van Goyen. L'abril del 1666 va contreure matrimoni amb María Bleker, una noia catòlica de tretze anys, filla del també pintor paisatgista Gerrit Claesz. Bleker. Pocs mesos després, el 30 de setembre d'aquest mateix any, va signar el seu testament i va ser enterrat el 4 d'octubre de 1666. Donada la seva primerenca mort són poques les obres de la seva mà conservades, entre les quals destaquen dues signades: Soldats a la porta d'una fonda del Museu Lázaro Galdiano de Madrid i Fira del cavall del Museum Bredius de La Haia.